# 浦尻貝塚
浦尻貝塚（うらじりかいづか）は、福島県南相馬市小高区（旧小高町）に所在する縄文時代の貝塚・集落、さらに古墳時代後期の古墳群・平安時代集落・中世豪族居館推定地を含む複合遺跡。このうち縄文時代の遺構は前期から晩期（5700-3000年前）にかけての長期間にわたる集落跡であり、面積は7ヘクタールにのぼる。2006年（平成18年）12月6日に国の史跡に指定されている。

## 概要
この貝塚の貝層は4ヵ所確認されているが、東西15-20メートル、南北30-40メートル、厚さは最大で1.8メートルを超えるかなり大きいものである。
舌状の段丘が南北に延びており、その上に竪穴建物や柱穴群、貯蔵穴や土坑墓がある。竪穴建物のある中央部が直径約60メートルにわたって掘削され、平らな場所を作出していたことが判明した。段丘の南側にある貝層は、縄文時代晩期前半のものである。
貝層に確認された生物は、特にアサリが多いが、スズキ、ウナギ、ハゼ、イワシなどの魚類のほか、シカ、イノシシなどの動物、カモなどの鳥も含まれるという。縄文時代晩期では、ヤマトシジミやフナ等が増加していること、汽水から淡水域の利用が拡大していること、大型のサメ類やマダイなどの魚類の増加していること、骨角製漁労具が多く出土していることなど外洋域の利用なども顕著になっているため、当時漁業などが活発化したことがうかがえる。
かなり長期間にわたって形成された集落・貝塚であるだけに、各年代別の貝塚があるため、縄文時代の食べ物の取り方や海の移り変わりなどを知ることができる。いわゆる『大規模貝塚がある中心的なムラ』と評されている。
さらには貝塚と集落がともに存在するため、これらの変遷や形成過程とも関連していると推測できる。各貝層から出土している動物の遺体も、当時の生業と環境の関係を調査する参考になるであろうとされる。